# Teletransportador
Teletransportador o Teleportador hace referencia a un dispositivo ficticio que hace posible la teletransportación o teleportación. Es muy usada en la ciencia moderna.
En la realidad existen dos tipos de teletransportadores funcionales según su funcionamiento. Los que generarían un agujero de gusano en donde entras el objeto y el segundo que transforma la energía en materia.

## Tipos de teletransportador

### Teletrasportador tipo agujero de gusano

#### Funcionamiento
Es un aparato que posee en su interior un colisionador de Hadrones miniaturizado, en inglés Large Hadron Collider o LHC. Al colisonarse los hadrones en el interior del aparato y producirse otros procesos físico-químicos, se forma un flujo. Al presionar un botón del aparato el flujo es expulsado del exterior del aparato mediante una boca que está presente en su parte frontal del mismo. Este flujo viaja como una onda hasta que se expande generando un portal que es el extremo de un agujero de gusano. Si la masa total que ingresa al agujero es igual a la masa de dicho agujero, este se evapora.
Un ejemplo es el acelerador de dilatación-tiempo de Ohnn de la serie Spiderman de 1994.

### Teletransportador tipo materia-energía-materia

#### Funcionamiento
El teletransportador origen o A transforma la materia del cuerpo que se desea teletrasportar en energía. Esta energía viaja a través de cables o por un medio aéreo hasta el receptor, destino o B que transforma la energía recibida en materia nuevamente recomponiendo lo que se teletrasportó desde su origen.
Un ejemplo es el transportador de Star Trek.